# Allium robustum
Allium robustum är en amaryllisväxtart som beskrevs av Grigorij Silych Karelin och Ivan Petrovich Kirilov. Allium robustum ingår i släktet lökar, och familjen amaryllisväxter. Inga underarter finns listade i Catalogue of Life.